# Euplectes franciscanus
Euplectes franciscanus là một loài chim trong họ Ploceidae.

## Hình ảnh

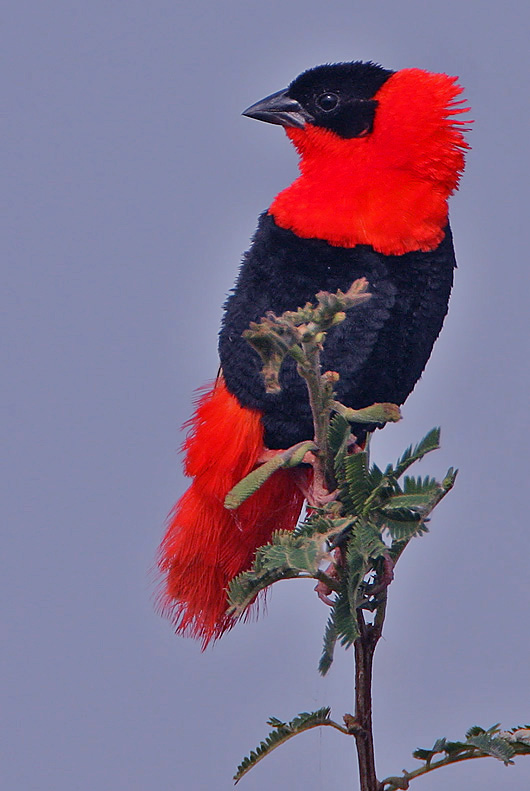
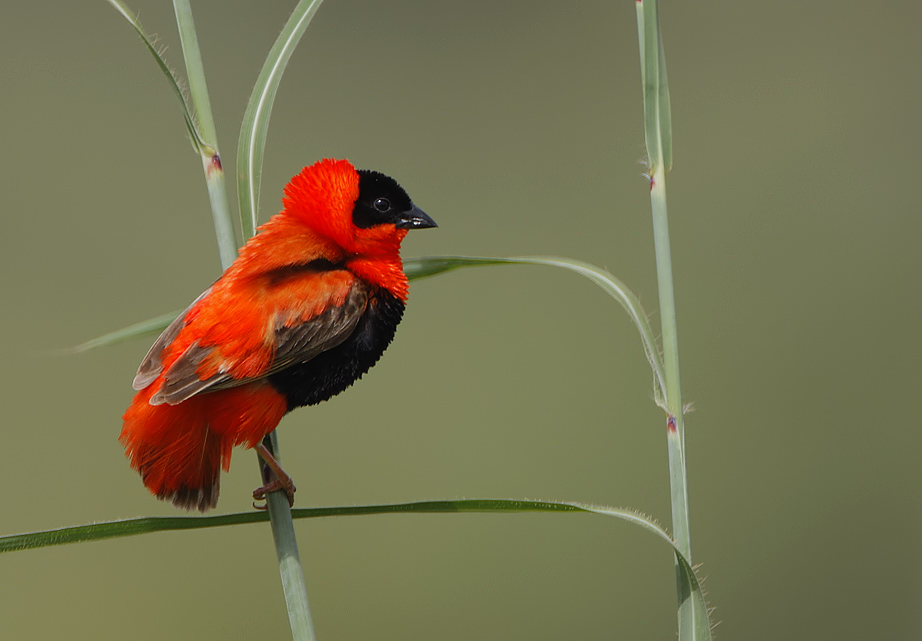
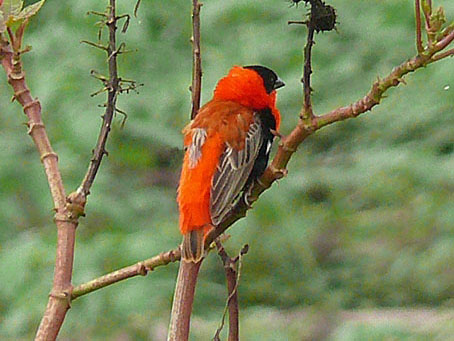
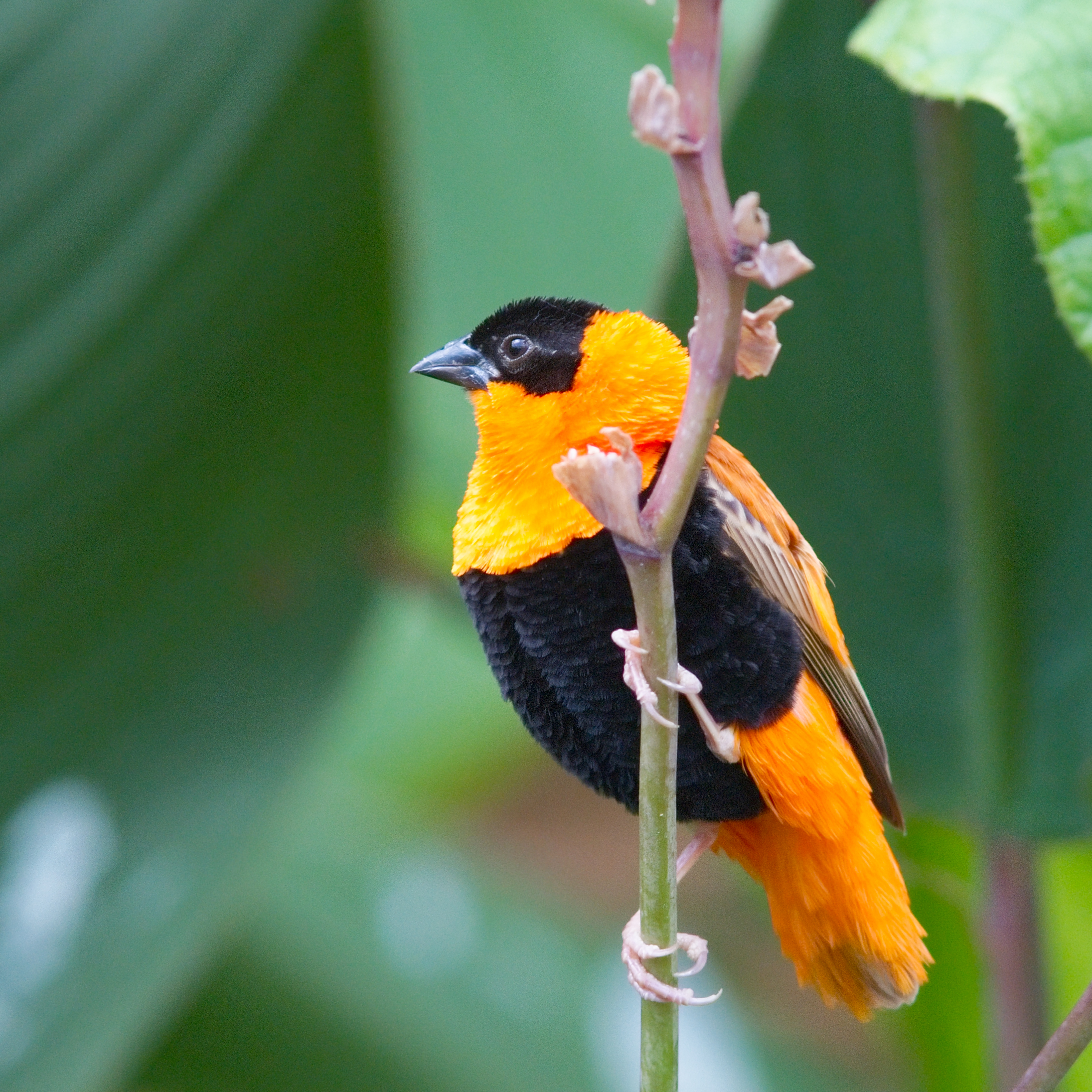
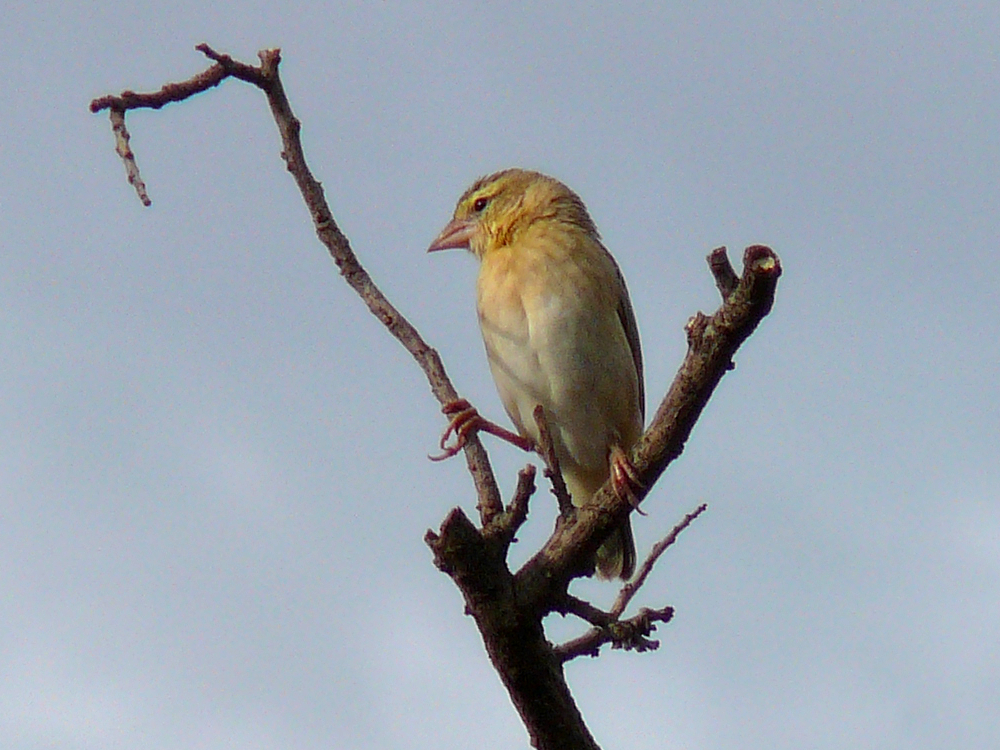